# Duplitecture
La duplitecture désigne un courant architectural basé sur la copie de monuments ou de villes existantes. Il est particulièrement implanté en Chine. Le mot « duplitecture » est un mot-valise formé de « duplication » et d'« architecture ». Il a été proposé par Bianca Bosker dans son ouvrage Original Copies: Architectural Mimicry in Contemporary China. Ces copies architecturales constituent de véritables lieux de résidence où les habitants vivent dans une ambiance similaire à l'original, tout en gardant des spécificités de la culture chinoise.
Quelques exemples : 
- quartier Tiandu Cheng, reproduction d'un quartier de Paris et de la tour Eiffel, construit en 2007[1] ;
- les tours Century à Chongqing, une copie du projet Wangjing SOHO de Zaha Hadid à Pékin en 2012 ;
- une reconstitution du village de Hallstatt en Autriche, dans la province de Guangdong ;
- une copie de la chapelle de Ronchamp de Le Corbusier à Zhengzhou en Chine en 2004 ;
- il existe plusieurs autres exemples, reproductions de Venise, de Londres, de France, etc. De même, on retrouve des reproductions de bâtiments ou monuments célèbres comme la Maison-Blanche, le Capitole, la tour de Londres, le Colisée, des statues de l'île de Pâques, la tour de Pise et Stonehenge, le but étant de fournir aux visiteurs un aperçu aussi réaliste que possible de l'original sans avoir à voyager à l'étranger.

La duplitecture s'apparente également aux emprunts comme à Las Vegas où l'on retrouve la tour Eiffel ou Venise intégrée à l'architecture des bâtiments Paris Las Vegas et Grand Canal Shoppes, ainsi qu'à une source d'inspiration comme la Leinster House à Dublin, elle-même inspirée de l'architecture de la Grèce et de la Rome antiques, qui a servi de modèle à la Maison-Blanche à Washington.
Si la duplitecture est mal perçue en Occident car assimilée à du plagiat, de la tricherie, voire du piratage, elle est au contraire considérée comme un gage de talent en Chine. Elle n'échappe pas pour autant à des contestations, tel le sphinx de Gizeh construit dans la province de Hebei en 2014 et détruit en avril 2016 sous les pressions du gouvernement égyptien.

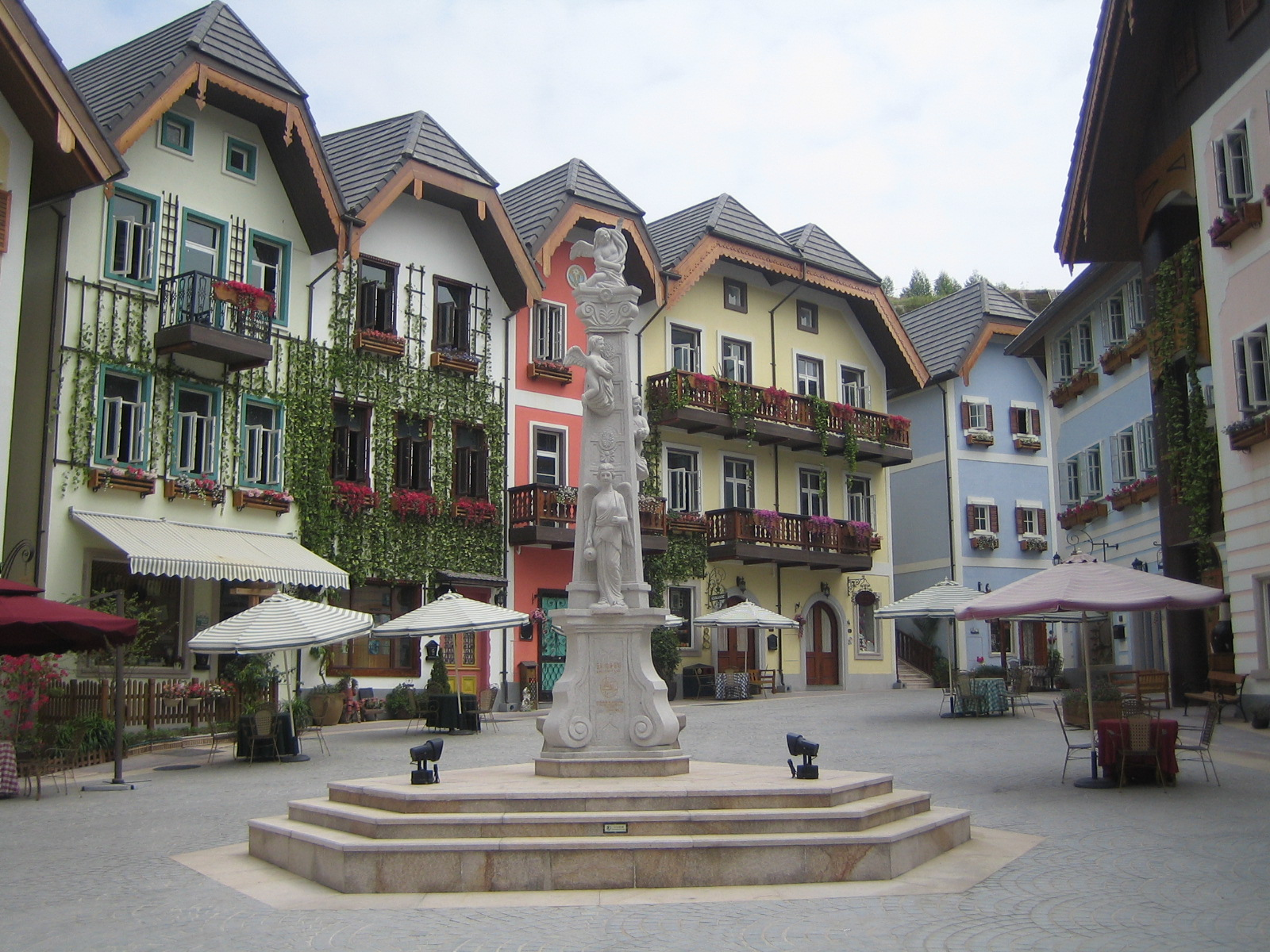
Copie d'une place de Halstatt dans la province de Guangdong.
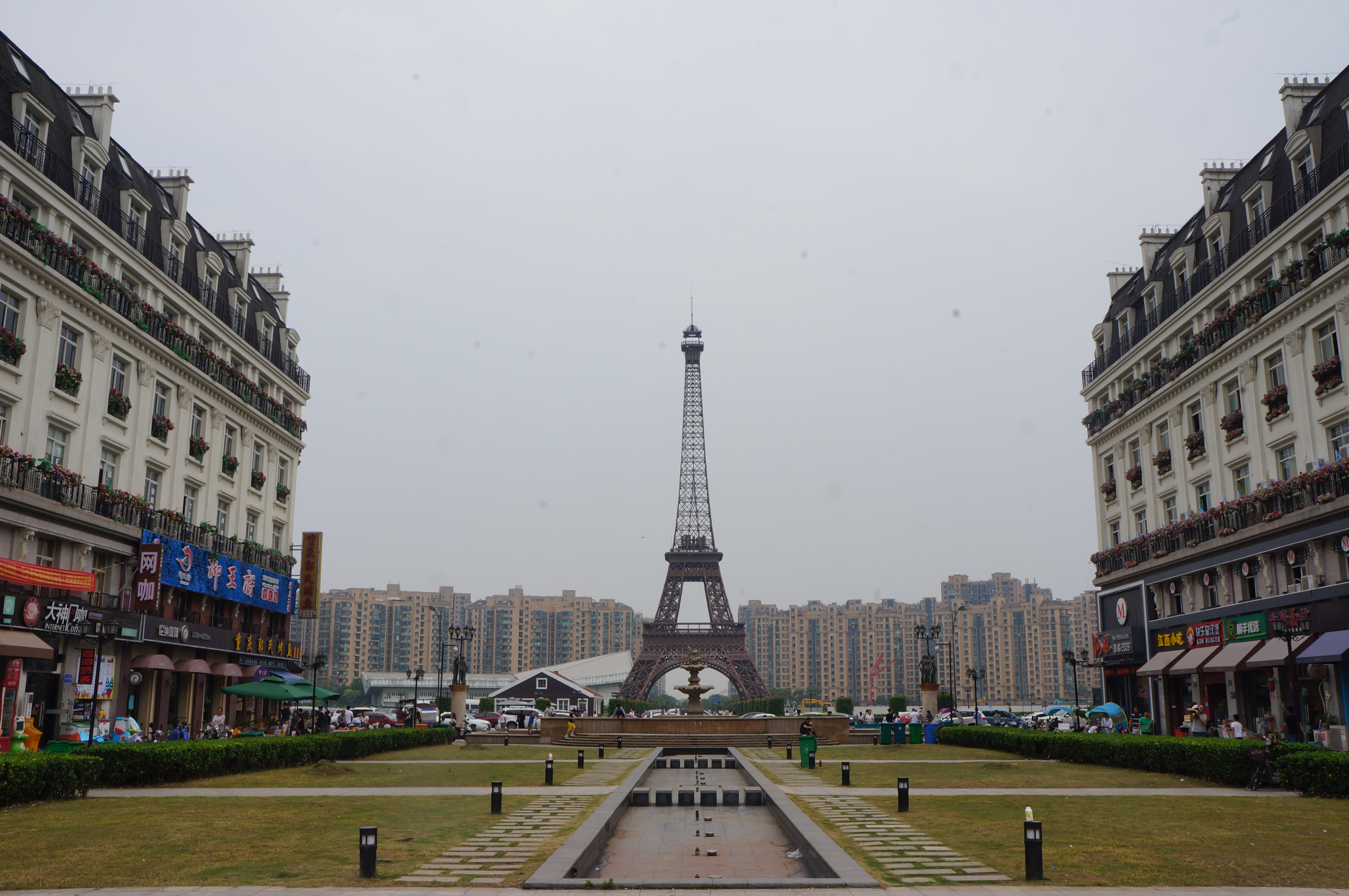
Vue du quartier parisien et de la tour Eiffel sur la rue Xiangxie à Tiandu Cheng en Chine.
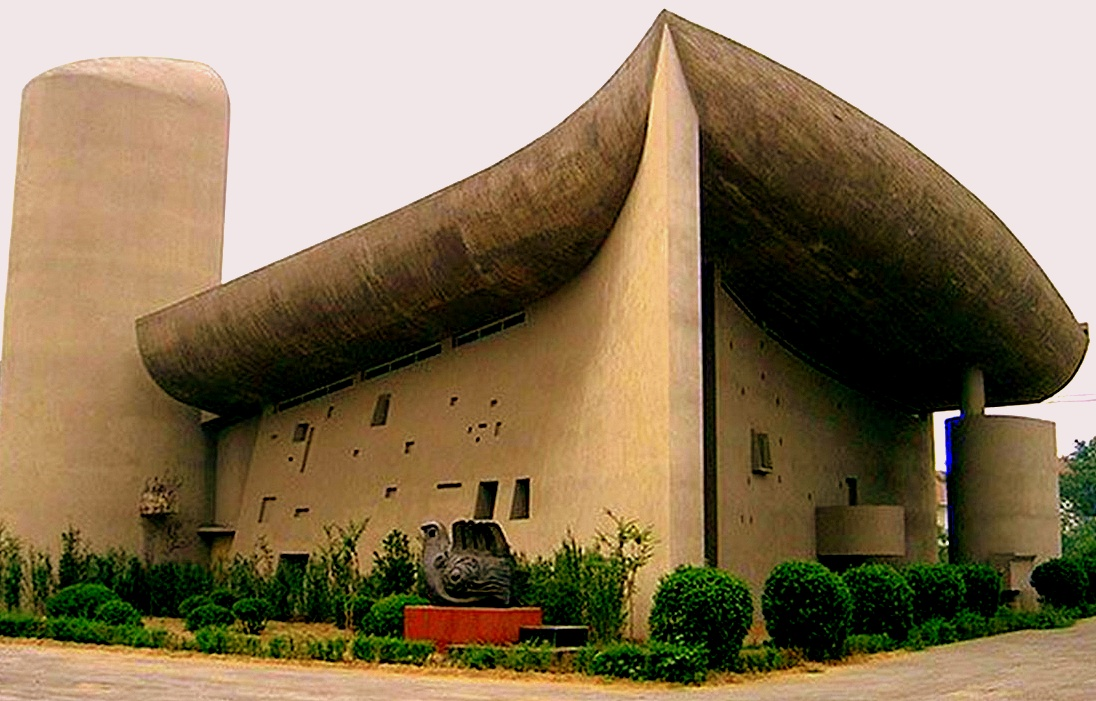
La chapelle de Ronchamp à Zhengzhou.
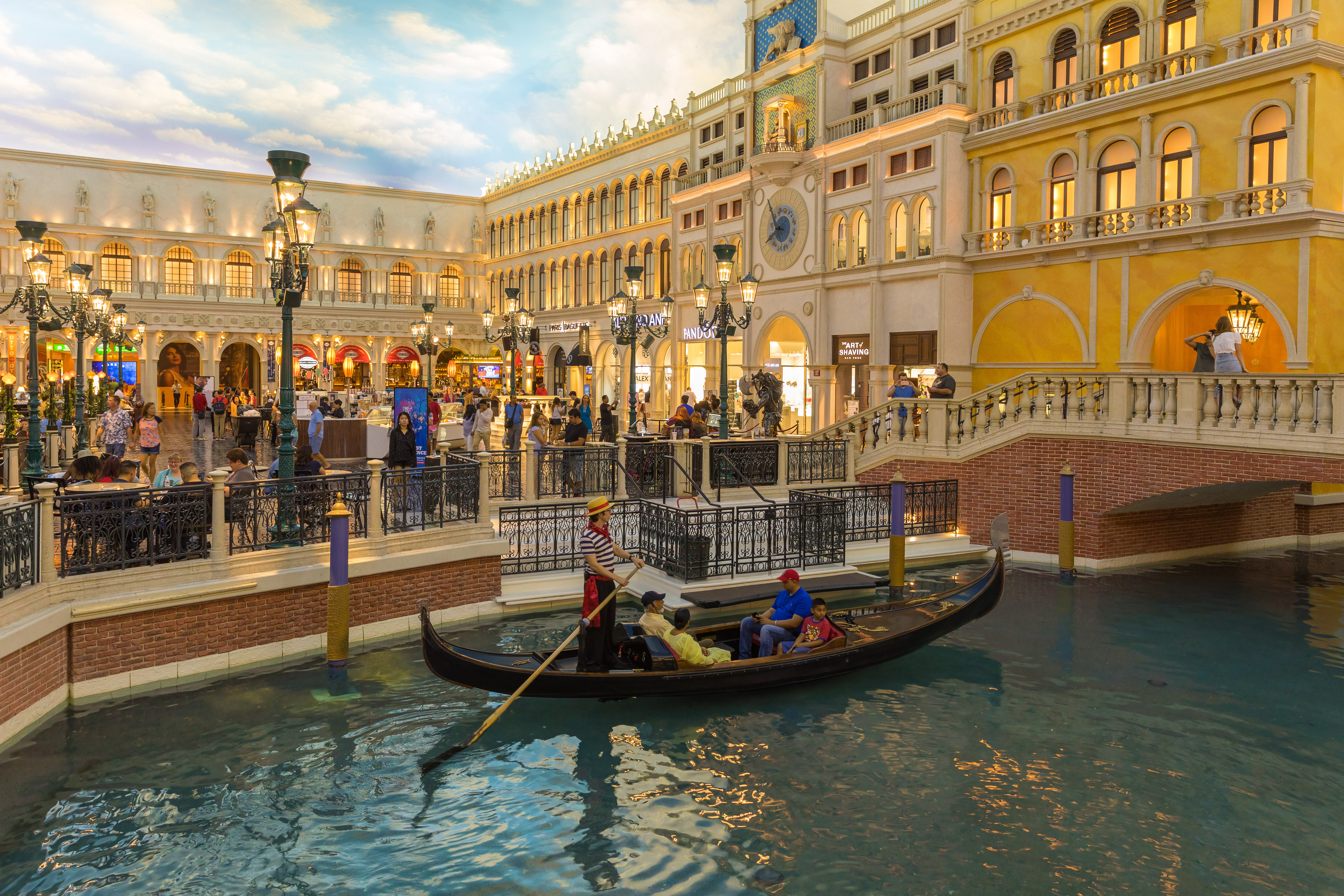
Gondole au Grand Canal Shoppes.
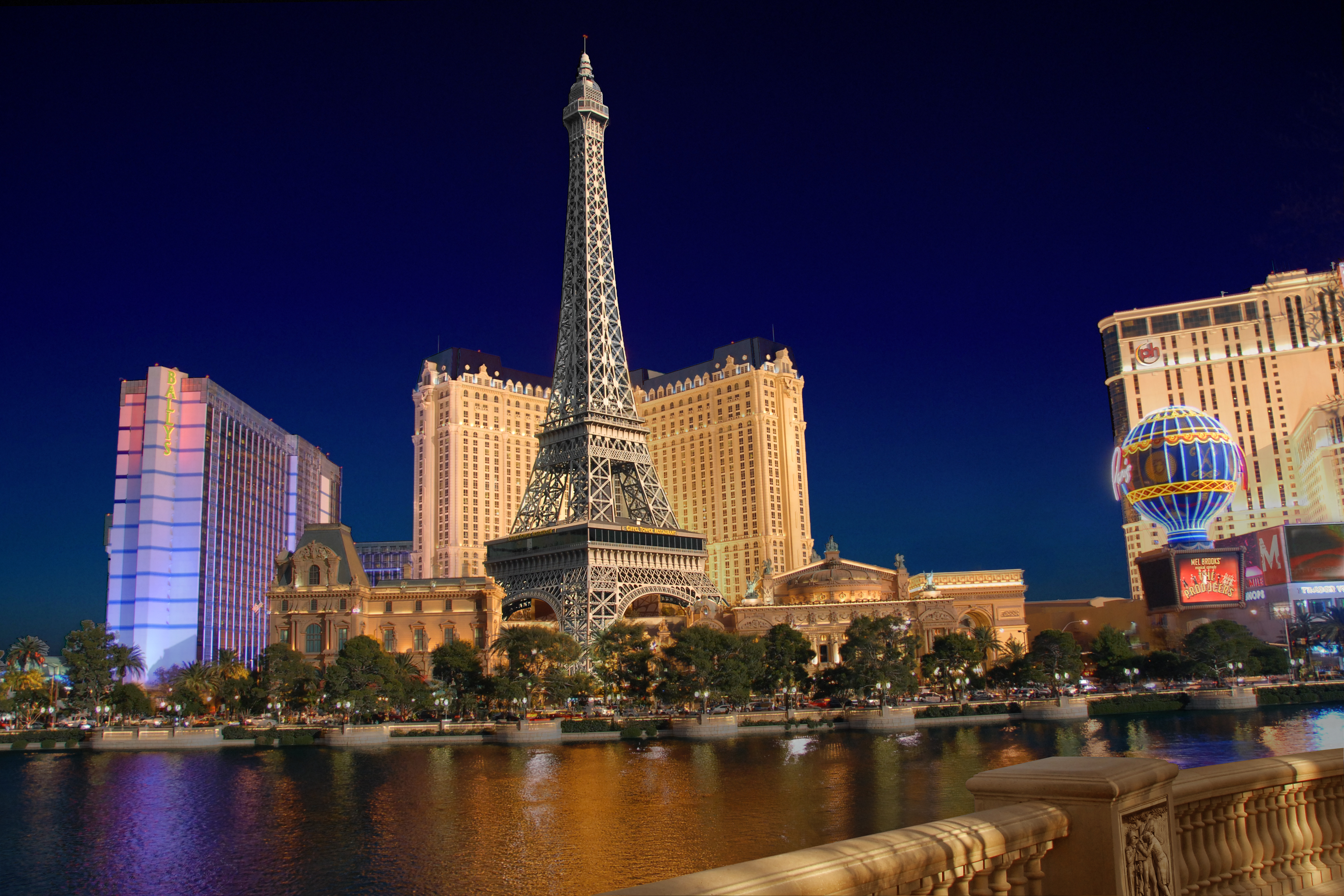
Complexe hôtel-casino Paris Las Vegas.